# آنتونیو رولدان
آنتونیو رولدان (انگلیسی: Antonio Roldán؛ زادهٔ ۱۵ ژوئن ۱۹۴۶) بوکسور اهل مکزیک است.